# Ana-Claudia Țapardel
Ana-Claudia Țapardel, née le 16 décembre 1983 à Bucarest, est une femme politique roumaine.

## Biographie
Elle est élue députée européenne le 25 mai 2014.